# Bobok

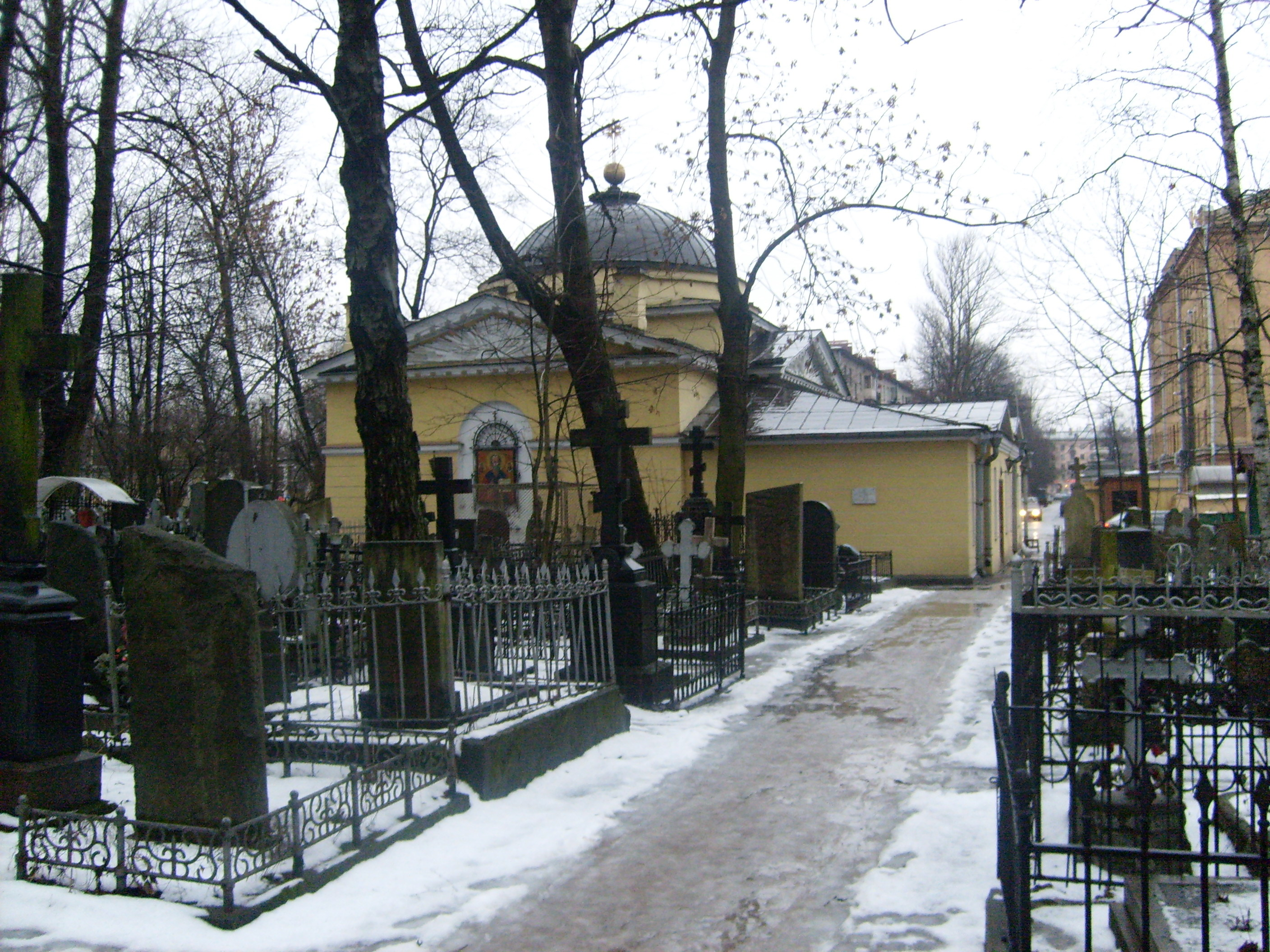
Bobok se passa em um cemitério de São Petesburgo.

Bobok (em russo: Бобок , Bobok) é um conto de Fiódor Dostoiévski, publicado originalmente no semanário Grajdanin (O Cidadão), nº 6, em 5 de fevereiro de 1873, onde Dostoiévski trabalhava como redator-chefe. 
O termo "Bobok" é uma algaraviada que em livre-tradução significa algo próximo de "pequeno feijão".

## Contexto
Esta obra foi uma resposta às críticas, por vezes negativas, que Dostoiévski recebeu em seu romance Os Demônios. Para responder as tais críticas o estilo existencialista do autor cedeu lugar a um tom de sarcasmo e de ironia, rebaixando as críticas de seus detratores a uma espécie de mentalidade paranóide. O conto é narrado sob a forma de um diário de um escritor frustrado chamado Ivan Ivanovitch. Certo dia o escritor sai pra se divertir, mas acaba num cemitério, onde ouve um diálogo entre pessoas já falecidas.